# Ray Wersching
Pour les articles homonymes, voir Wersching.
(en) Statistiques sur pro-football-reference
Raimund Wersching, dit Ray Wershing, né le 21 août 1950 à Mondsee en Autriche, est un joueur autrichien de football américain ayant évolué comme kicker.

## Biographie
Il étudie à l'Université de Californie, jouant au football américain dans les California Golden Bears mais n'est jamais drafté.
Il joue quatre saisons aux Chargers de San Diego et onze aux 49ers de San Francisco avec lesquels il remporte les Super Bowls XVI et XIX sous l'ère Joe Montana.
En marquant quatre field goals marqués dans le Super Bowl XVI, Wersching égale le record en Super Bowl.
Quand il prend sa retraite, Wersching tient le record en nombre de points des 49ers, field goals et extra points. Il est le douzième joueur dans l'histoire de la NFL à avoir fait plus de 1 000 points dans sa carrière.

## Statistiques
| Année  | Équipe   | MJ     |        | Field goals | Field goals | Field goals | Field goals |         | Extra Points | Extra Points | Extra Points |
| Année  | Équipe   | MJ     | Tentés | Réussis     | %           | Long        | Tentés      | Réussis | %            |              |              |
| 1973   | Chargers | 14     | 25     | 11          | 44          | 39          | 15          | 13      | 86,7         |              |              |
| 1974   | Chargers | 14     | 11     | 5           | 45,5        | 42          |             |         |              |              |              |
| 1975   | Chargers | 14     | 24     | 12          | 50          | 45          | 21          | 20      | 95,2         |              |              |
| 1976   | Chargers | 9      | 8      | 4           | 50          | 45          | 16          | 14      | 87,5         |              |              |
| 1977   | 49ers    | 10     | 17     | 10          | 58,8        | 50          | 23          | 23      | 100          |              |              |
| 1978   | 49ers    | 16     | 23     | 15          | 65,2        | 45          | 25          | 24      | 96           |              |              |
| 1979   | 49ers    | 16     | 24     | 20          | 83,3        | 47          | 35          | 32      | 91,4         |              |              |
| 1980   | 49ers    | 16     | 19     | 15          | 78,9        | 47          | 39          | 33      | 84,6         |              |              |
| 1981   | 49ers    | 12     | 23     | 17          | 73,9        | 48          | 30          | 30      | 100          |              |              |
| 1982   | 49ers    | 9      | 17     | 12          | 70,6        | 45          | 25          | 23      | 92           |              |              |
| 1983   | 49ers    | 16     | 30     | 25          | 83,3        | 52          | 51          | 51      | 100          |              |              |
| 1984   | 49ers    | 16     | 35     | 25          | 71,4        | 53          | 56          | 56      | 100          |              |              |
| 1985   | 49ers    | 16     | 21     | 13          | 61,9        | 45          | 53          | 52      | 98,1         |              |              |
| 1986   | 49ers    | 16     | 35     | 25          | 71,4        | 50          | 42          | 41      | 97,6         |              |              |
| 1987   | 49ers    | 12     | 17     | 13          | 76,5        | 45          | 46          | 44      | 95,7         |              |              |
| Totaux | Totaux   | Totaux | 329    | 222         | 67,5        | 53          | 477         | 456     | 95,6         |              |              |